# Saina Nehwal
Saina Nehwal, née le 17 mars 1990 à Hisar, est une joueuse professionnelle de badminton. Détentrice d'une médaille de bronze aux Jeux olympiques de 2012 à Londres, elle remporte deux médailles mondiales, l'argent en 2015 à Jakarta et le bronze en 2017 à Glasgow. Elle compte également deux médailles d'or aux Jeux du Commonwealth, en 2010 à Delhi et en 2018 à Gold Coast.

## Biographie
Le 19 septembre 2012, elle signe un contrat de trois ans d'un montant de 7,4 millions de dollars (5,7 M d'euros) avec une société de partenariats sportifs.
Le 16 août 2015, elle est battue en finale du Championnat du monde par la nº1 mondiale Carolina Marín.

## Palmarès
Compétitions internationales
Victoire en simple au swiss open 2012
| Rang                                                                               | Année        | Lieu                   |
| ---------------------------------------------------------------------------------- | ------------ | ---------------------- |
| Jeux olympiques :                                                                  |              |                        |
| 1/4 de finale                                                                      | 2008         | Pékin, Chine           |
| 3e                                                                                 | 2012         | Londres, Royaume-Uni   |
| Championnats du monde :                                                            |              |                        |
| 1/4 de finale                                                                      | 2009         | Hyderâbâd, Inde        |
| 1/4 de finale                                                                      | 2010         | Paris, France          |
| 1/4 de finale                                                                      | 2014         | Copenhague, Danemark   |
| 2e                                                                                 | 2015         | Jakarta, Indonésie     |
| 3e                                                                                 | 2017         | Glasgow, Écosse        |
| 1/4 de finale                                                                      | 2018         | Nankin, Chine          |
| Jeux du Commonwealth :                                                             |              |                        |
| 3e en double femme                                                                 | 2006         | Melbourne Australie    |
| 1re                                                                                | 2010         | Delhi Inde             |
| 1re                                                                                | 2018         | Gold Coast Australie   |
| Championnats asiatiques :                                                          |              |                        |
| 3e                                                                                 | 2010         | New Delhi, Inde        |
| MAYBANK Malaysia Open                                                              |              |                        |
| 1/2 de finale                                                                      | Janvier 2012 | Kuala Lumpur, Malaisie |
| Super Séries en Angleterre - YONEX All England Open Badminton Championships 2012 : |              |                        |
| 1/4 de finale                                                                      | Mars 2012    | Birmingham, Angleterre |
| Swiss Open 2012 :                                                                  |              |                        |
| 1                                                                                  | Mars 2012    | Bâle, Suisse           |